# Stare Rożno
Stare [pronunciación en polaco: /ˈstarɛ rɔʐnɔ/] (en alemán: Roschen) es un pueblo ubicado en el distrito administrativo de Gmina Aleksandrów Kujawski, dentro del condado de Aleksandrów, Voivodato de Cuyavia y Pomerania, en el centro-norte de Polonia. Se encuentra a 5 kilómetros al oeste de Aleksandrów Kujawski y a 18 kilómetros al sur de Toruń.
El pueblo tiene una población de 71 habitantes.